# CCTV: 은밀한 시선
《CCTV: 은밀한 시선》(영어: Welcome Home)은 2018년에 개봉한 미국의 영화이다.

## 캐스팅
주연
- 에밀리 라타이코프스키 : 캐시 역
- 아론 폴 : 브라이언 역
- 리카르도 스카마르치오 : 페데리코 역

조연
- 케이티 루이즈 사운더스 : 알렉산드라 역
- 데프니 알렉산더 : 어린 여자 역